# Хітроу-Експрес

Лого Хітроу-Експрес

Хітроу-Експрес (англ. Heathrow Express) — залізнична лінія між Лондонським аеропортом Хітроу та станцією Паддінгтон та потяг, що курсує лінією. Залізницю було відкрито у 1998 році і є під орудою Heathrow Express Express Company, дочірньою компанією Heathrow Airport Holdings.

## Історія
Будівництво розпочалося в 1993 році. Основними роботами були два 5-мильних одноконтурних тунелі та підземні станції Хітроу-Центральне та Термінал 4. Також було проведено електрифікацію Великої західної магістралі (GWML) між Паддінгтоном та аеропортом. Для приєднання відгалуження до лінії GWML було збудовано шляхопровід «Стоклі Філвор».
Починаючи з січня 1998 року, тимчасова служба, Heathrow FastTrain, розпочала роботу з тимчасової станції Хітроу-Джанкшен. Обслуговування в повному обсязі розпочалося 23 червня 1998 року, з чотирма потягами на годину, трафік виконувався в кожному напрямку, електропотягами British Rail Class 332, побудованих Siemens Mobility.
У 2005 році було запущено службу під назвою Хітроу-Коннект, що вирушають двічі на годину із зупинками на маршруті, використовуючи електропотяги British Rail Class 360 виробництва Siemens Desiro У 2008 році «Хітроу-Експрес» змінив маршрут для обслуговування нового терміналу 5 замість Терміналу 4

## Опис
Потяги вирушають до Паддінгтона що 15 хвилин з 05:10 (06:10 у неділю) до 23:25, і в зворотному напрямку дзеркально. У Паддінгтоні вони використовують колії 6 і 7. У Хітроу є дві зупинки: Хітроу-Центральне, що обслуговує термінали 1, 2 і 3 (час поїздки з Паддінгтону 15 хвилин); та Хітроу-Термінал 5 (час проїзду 21 хв.). До відкриття терміналу 5, що відбувся 27 березня 2008 року, кінцевою зупинкою Хітроу-Експрес був Термінал 4, тепер його обслуговує трансфер Хітроу-Експрес від Хітроу-Центральне.
Подорожі стандартного класу між терміналами Хітроу безплатні.
Лінія електрифікована 25 кВ змінного струму.

## Станції
| Станція           | Світлина | Час у дорозі |
| ----------------- | -------- | ------------ |
| Паддінгтон        |          | 0 хв         |
| Хітроу-Центральне |          | 15 хв        |
| Хітроу-Термінал 5 |          | 21 хв        |

## Рухомий склад
| Клас        | Фото | Тип          | Швидкість | Швидкість | Вагони | Кількість | Маршрут                               | Побудовано |
| Клас        | Фото | Тип          | mph       | km/h      | Вагони | Кількість | Маршрут                               | Побудовано |
| ----------- | ---- | ------------ | --------- | --------- | ------ | --------- | ------------------------------------- | ---------- |
| Class 332   |      | електропотяг | 100       | 160       | 4      | 9         | Паддінгтон — Хітроу-Термінал 5        | 1997–1998  |
| Class 332   | 5    | електропотяг | 100       | 160       | 5      |           | Паддінгтон — Хітроу-Термінал 5        | 1997–1998  |
| Class 332   |      |              |           |           |        |           |                                       |            |
| Class 360/2 |      | електропотяг | 100       | 160       | 5      | 1         | Хітроу-Центральне — Хітроу-Термінал 4 | 2004–2005  |